# Claremont (Minnesota)
Pour les articles homonymes, voir Claremont.
La ville de Claremont est située dans le comté de Dodge, dans l’État du Minnesota, aux États-Unis. Sa population s’élevait à 548 habitants lors du recensement de 2010, estimée à 542 habitants en 2017.